# Bundesstraße 172n
Die Bundesstraße 172n (Abkürzung: B 172n) ist die Südumfahrung von Pirna. Sie ist seit dem 3. August 2017 offiziell im Bau. Ein erstes Teilstück ist seit dem 15. Dezember 2022 in Betrieb.
Ziel des Straßenneubaus ist die Reduzierung des Pirnaer Durchgangsverkehrs, die Umgehung des steilen Anstieges auf die Hochebene bei Pirna-Sonnenstein sowie eine verbesserte Erreichbarkeit der Gemeinden des Elbsandsteingebirges entlang der Bundesstraße 172.

## Planung
Erste Planungen für eine Ortsumfahrung der B 172 wurden bereits zu DDR-Zeiten im Zusammenhang mit der Planung eines Autobahnneubaus von Dresden nach Prag (heute Bundesautobahn 17) erarbeitet. Allerdings sollte damals nur eine innenstadtnahe Umgehung von der sogenannten Feldschlösschen-Kreuzung über die Einsteinstraße und die Seminarstraße zur sogenannten Hanno-Kurve umgesetzt werden.
Im Zusammenhang mit dem sprunghaften Anstieg des Verkehrsaufkommens auf der B 172 nach 1990 wurde schnell deutlich, dass nur mit einer innenstadtfernen Umgehung eine wirkliche Entlastung der Pirnaer Innenstadt vom Durchgangsverkehr erreicht werden kann. In den 1990er Jahren wurden dafür verschiedene Varianten untersucht, die teilweise eine Umfahrung weit im Süden der Stadt in Höhe der Ortsteile Rottwerndorf und Neundorf vorsahen.
Aus den Planungen der DEGES konkretisierte sich als Vorzugsvariante eine Trassenführung heraus, die in Höhe des Einzelgutes Lindigt am Feistenberg vom Autobahnzubringer der B 172 abzweigt, etwa in Höhe der Gemarkungsgrenze von Pirna und Zehista das Tal der Seidewitz quert, den Südhang des Kohlberges passiert, in Höhe des Kasernenareals der Südvorstadt das Tal der Gottleuba quert und durch das Waldgebiet der Viehleite die Trasse der „alten“ B 172 südlich des Stadtteils Sonnenstein erreicht.
Diese sogenannte „Variante 1A“ wurde im Januar 2006 durch den Pirnaer Stadtrat bestätigt. Dabei ist ein Anschluss der S173 Pirna-Berggießhübel im Seidewitztal vorgesehen. Aus ökologischen Gründen wird das Gottleubatal jedoch auf einer Hochbrücke gequert, um den Eingriff in das Waldgebiet der Viehleite zu minimieren, so dass ein Anschluss der S174 im Gottleubatal nicht möglich ist. Der Kohlberg wird nun mit einem Tunnel durchquert.
Am 9. August 2006 wurde der Wettbewerb um die Brückenkonstruktion über das Gottleubatal entschieden. Zur Realisierung wurde ein Entwurf der Ingenieurgesellschaft Schüßler-Plan in Zusammenarbeit mit dem Rostocker Architekten André Keipke ausgewählt.
Nach Einwänden des Sächsischen Staatsministeriums für Wirtschaft, Arbeit und Verkehr hinsichtlich der hohen Kosten wurde 2012 die Entwurfsplanung von einem teilplanfreien hin zu einem ampelgeregelten Anschluss Pirna-Sonnenstein geändert.
Der Planfeststellungsbeschluss für das Vorhaben wurde im Dezember 2015 erlassen und erlangte im März 2016 Bestandskraft.
Nach der Fertigstellung wird die B 172 aus der Innenstadt von Pirna auf die Südumfahrung verlegt.

## Umsetzung
Im September 2016 begann der Grunderwerb der für den Bau und die naturschutzfachlichen Ausgleichsmaßnahmen benötigten Flächen. Die archäologischen Sondierungen begannen im Oktober 2016. Im Januar 2017 starteten die bauvorbereitenden Maßnahmen an der Zehistaer Straße und im Seidewitztal.
Im Sommer 2017 begannen die eigentlichen Bauarbeiten mit der Brücke über die Seidewitz und die Zehistaer Straße (S 173). Der „erste Spatenstich“ erfolgte am 3. August 2017.
Ende 2018 startete der Bau der bis zu 70 Meter hohen Hochbrücke über das Gottleubatal inklusive des anschließenden Streckenbaus in Richtung Sonnenstein/Krietzschwitz. Der Streckenbau von der Zehistaer Straße (S 173) in Richtung Feistenberg/Autobahnzubringer startete 2019.
Im September 2020 erfolgte der Anstich des Kohlbergtunnels, der weitgehend in bergmännischer Bauweise mit Tunnelbaggern und Felsmeißeln ausgebrochen wird.
Im Juli 2024 wurde der letzte Vorschub für die 916 m lange Brückenunterkonstruktion der Gottleubatalbrücke vorgenommen. Seitdem wird das Tal vollständig überspannt.
Die gesamte Trasse soll 2026 für den Verkehr freigegeben werden. Ursprünglich war das Jahr 2023 dazu vorgesehen. Das Teilstück vom Knotenpunkt Pirna-Süd (B172a) bis zur Anschlussstelle Pirna-Zehista (S173) wurde am 15. Dezember 2022 für den Verkehr freigegeben.

## Trassierung und Bauwerke
Die Südumfahrung wird zwischen dem Autobahnzubringer (B 172a) und dem Anschluss an die Zehistaer Straße (S 173) vierspurig (zwei Fahrstreifen mit je zwei Fahrspuren) trassiert. Von dort bis zur Einbindung an die bisherige B 172 südlich von Pirna-Sonnenstein wird nur ein Fahrstreifen errichtet. Aufgrund der Steigung in Richtung Sonnenstein werden in diese Fahrtrichtung zwei Fahrspuren angelegt, in Gegenrichtung jedoch nur eine.
Folgende Bauwerke werden errichtet:
- Anschlussbauwerk an den Autobahnzubringer der B 172
- Brücke über die Seidewitz
- Anschluss an die S 173 Pirna-Berggießhübel mit Brücke über einen Kreisverkehr
- Kohlbergtunnel (315 m Länge)
- Gottleubatal-Brücke (Hochbrücke über das Gottleubatal, 916 m Länge)
- Anschlussbauwerk an die B 172 alt südlich von Pirna-Sonnenstein

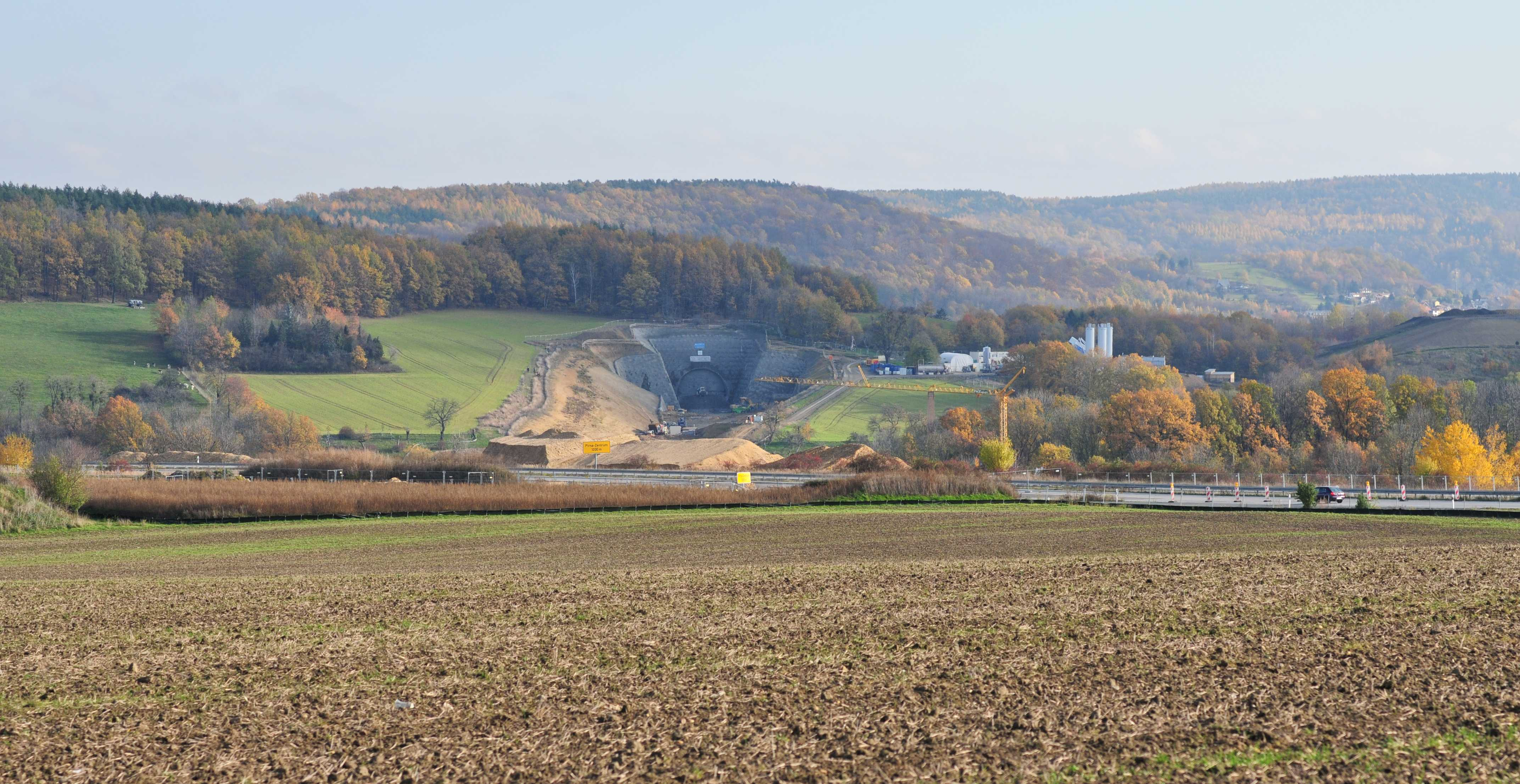
Blick vom Feistenberg auf das Westportal des Kohlbergtunnels (November 2020)
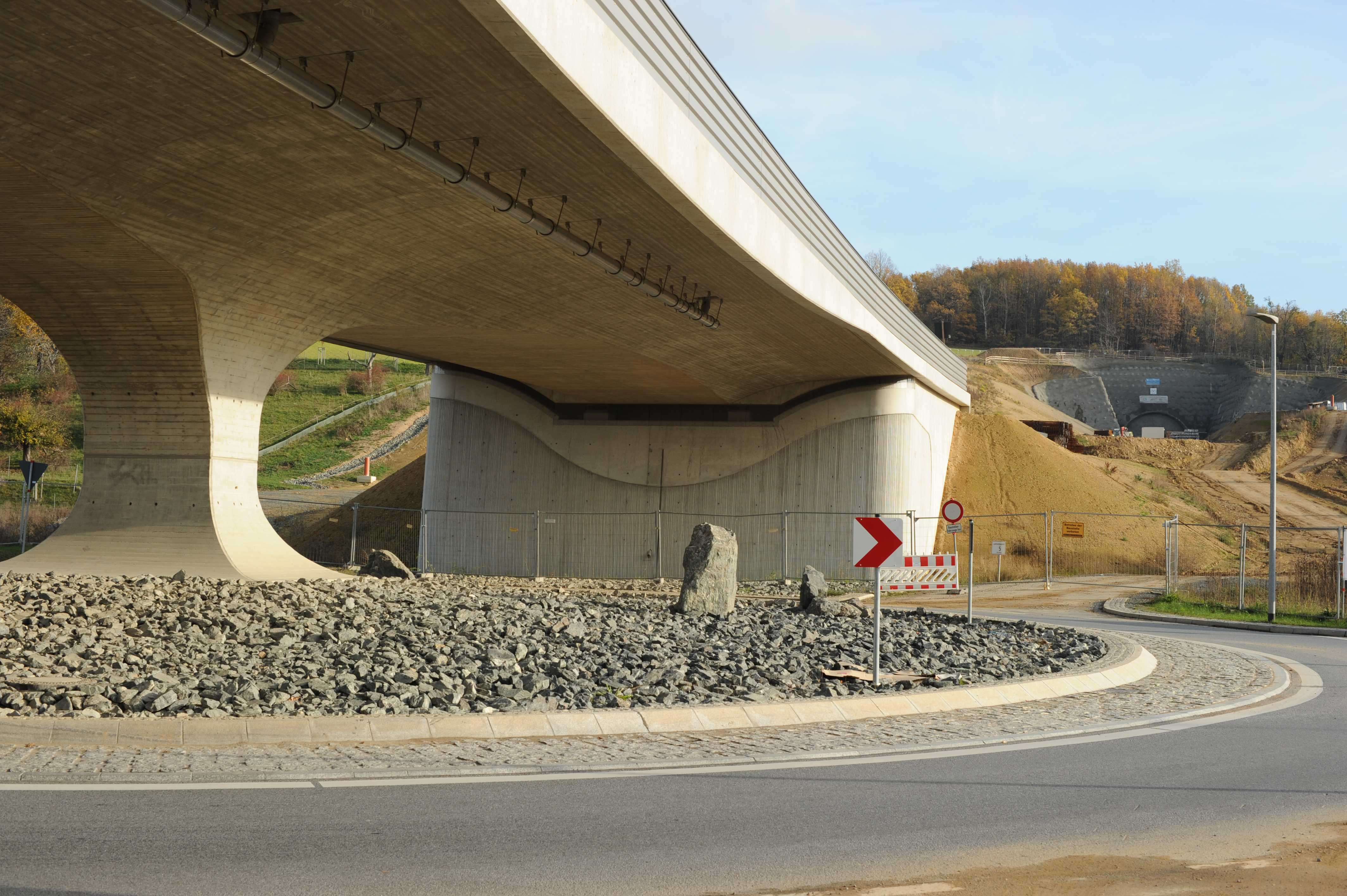
Kreisverkehr an der Anschlussstelle Pirna-Zehista (S 173) mit dem Westportal des Kohlbergtunnels im Hintergrund (November 2020)
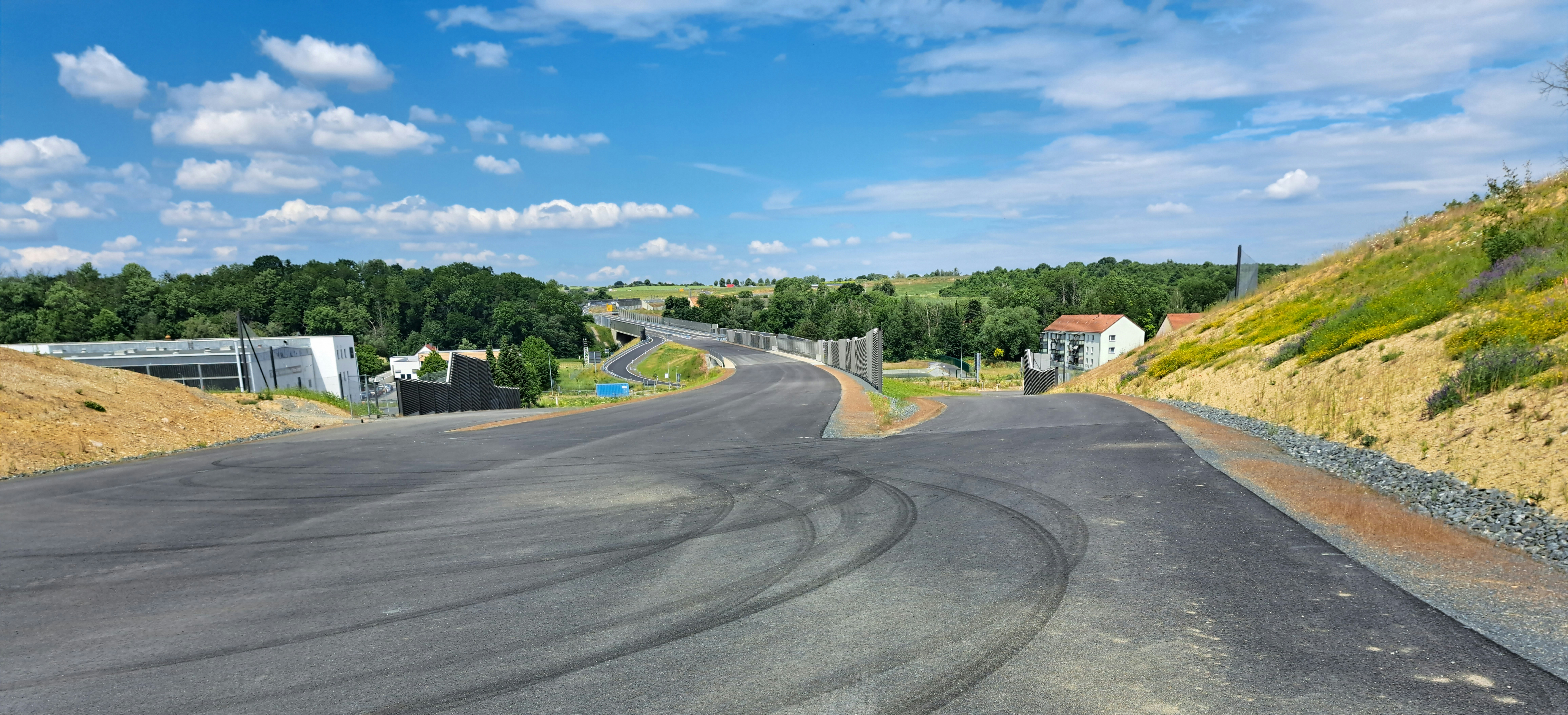
Blick von Osten (Kohlbergtunnel) auf die Trasse und die Rampen der Anschlussstelle Pirna-Zehista (S 173) (Juni 2023)
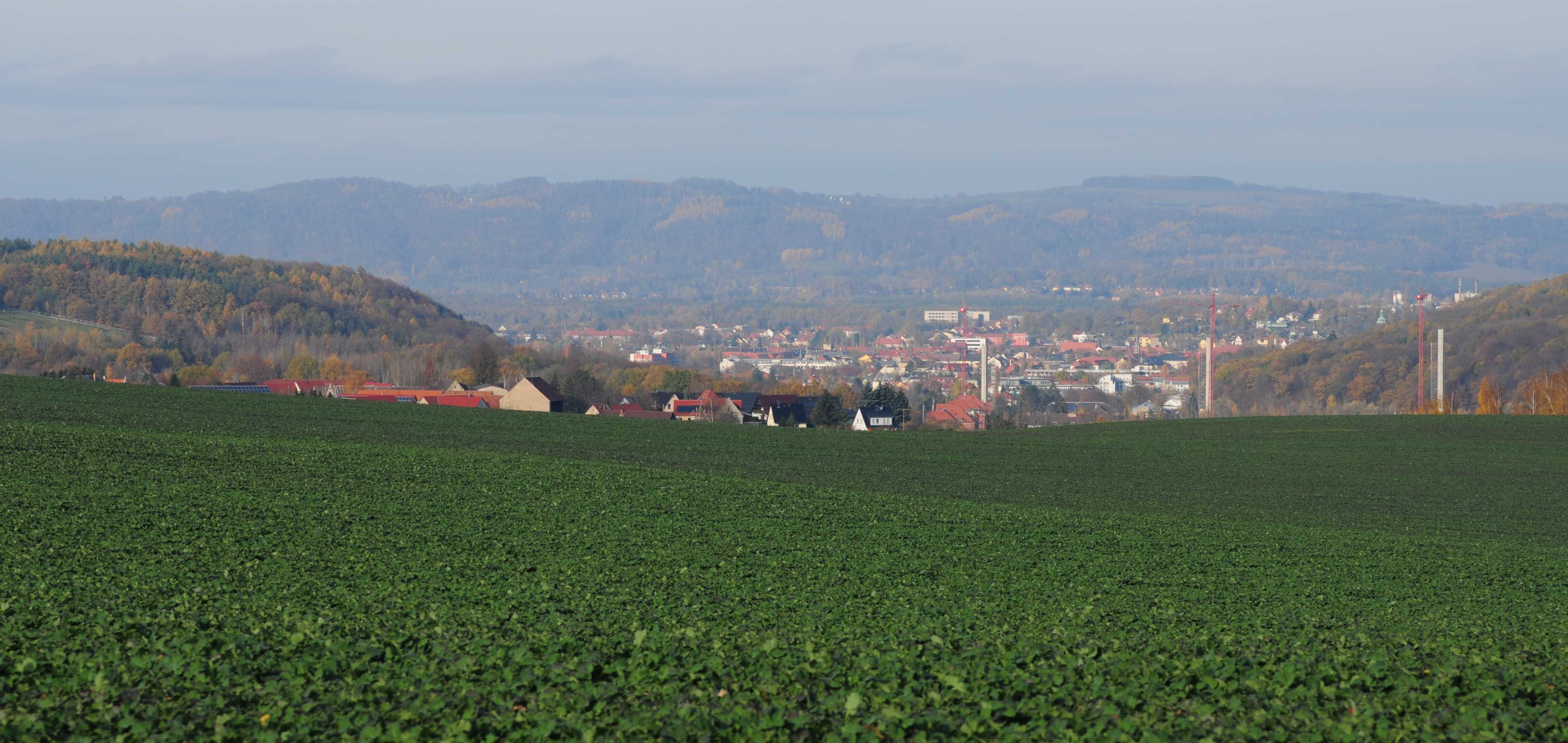
Blick von Süden auf die Pfeiler der Gottleubatal-Brücke (November 2020)
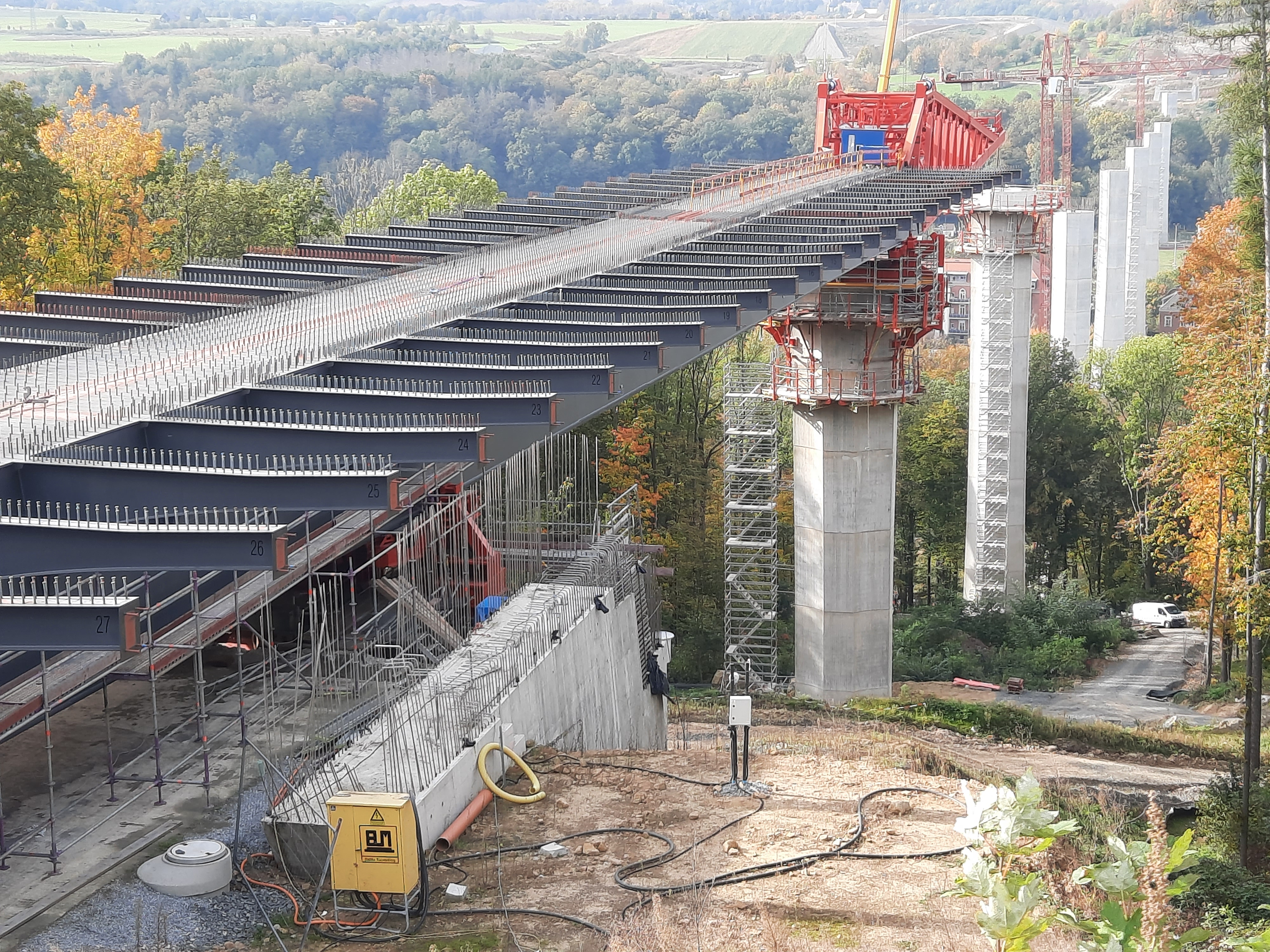
Blick von Osten auf die Gottleubatal-Brücke (Oktober 2021)
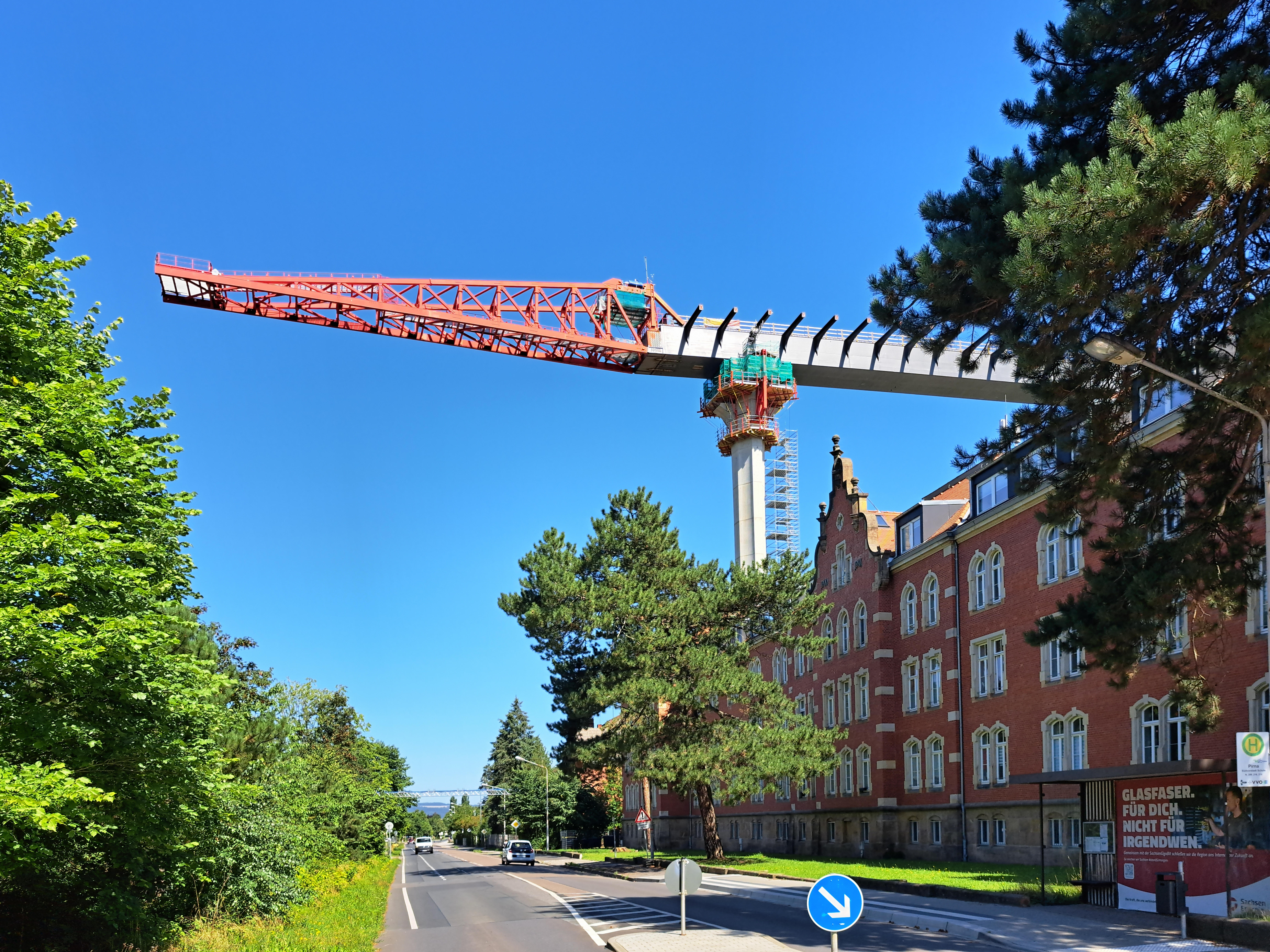
Die Gottleubatal-Brücke in Höhe der ehem. Roten Kaserne an der Rottwerndorfer Straße (S 174) in Pirna-Südvorstadt (August 2023)
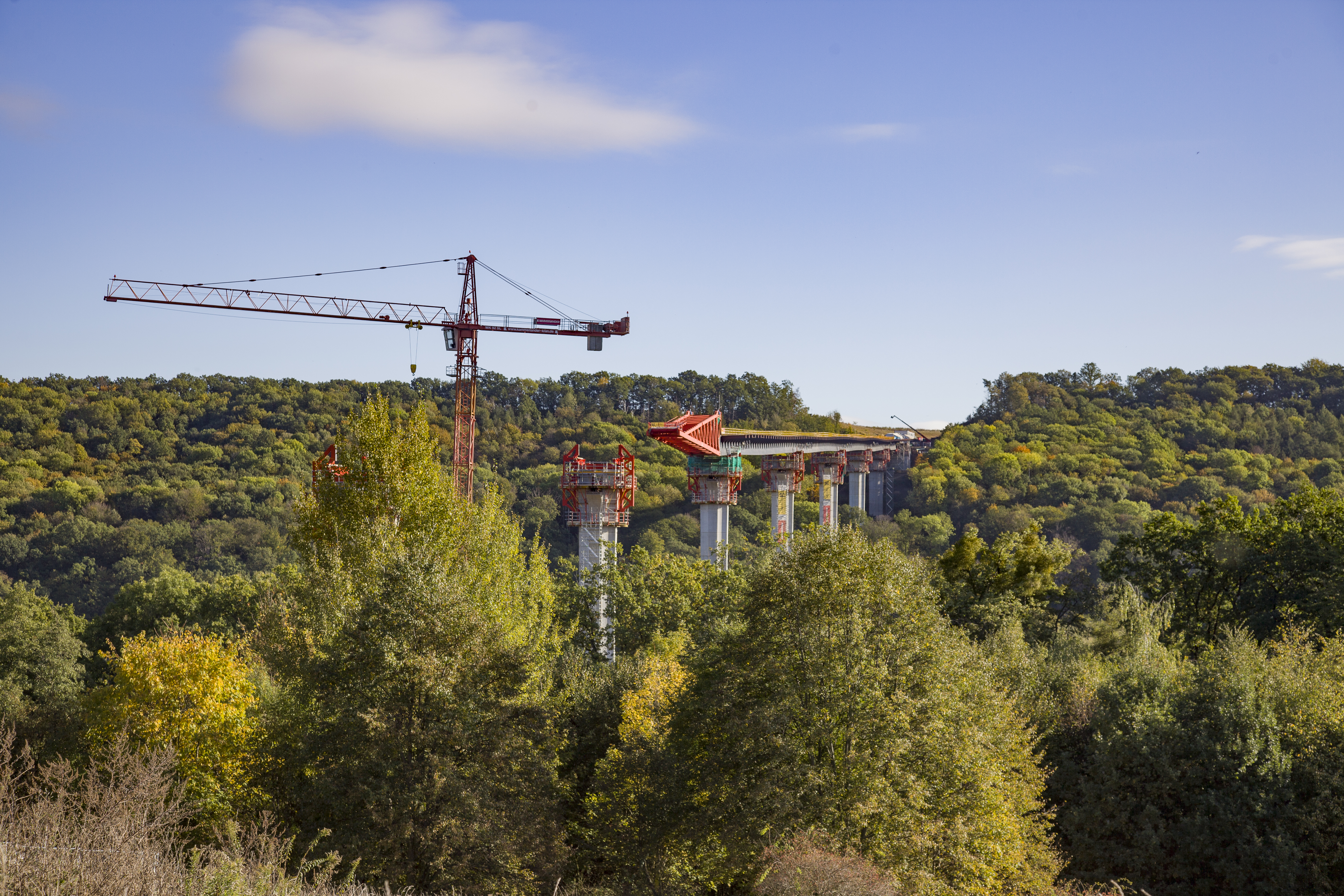
Blick von Westen auf die Gottleubatal-Brücke (Oktober 2023)

## Kosten
Die Kosten für die Pirnaer Südumfahrung wurden 2010 auf etwa 72 Millionen € beziffert. Im Bundesverkehrswegeplan 2030 und zum Baubeginn wurde von Kosten in Höhe von etwa 97 Millionen € ausgegangen. Im August 2021 bezifferte die DEGES die Kosten auf ca. 160 Millionen €. Im Frühjahr 2023 wurde von Kosten in Höhe von ca. 230 Millionen € ausgegangen. Die Kostensteigerung resultiert u. a. aus der allgemeinen Inflation, Schwierigkeiten bei der Umsetzung der technisch anspruchsvollen Planung mit aufwendigen Ingenieurbauwerken und der zeitweisen Unterbrechung der Bauarbeiten und Lieferketten während der COVID-19-Pandemie in Deutschland. Die Finanzierung erfolgt durch öffentliche Mittel aus dem Haushalt des Bundesverkehrsministeriums.

## Engagement für die Südumfahrung
Im Jahr 2011 wurde die Bürgerinitiative B172a gegründet, die das Ziel hat, dass die Südumfahrung schnellstmöglich fertiggestellt wird. Zu den Mitgliedern zählen unter anderem Politiker und Vertreter der regionalen Wirtschaft. Die Gesellschaft zur Förderung umweltgerechter Straßen- und Verkehrsplanung (GSV), ein Straßenbaulobbyverband, hat die Bürgerinitiative laut eigener Aussage viele Jahre lang begleitet. Der Spiegel schrieb, dass die GSV auch schon selbst für die Gründung der Bürgerinitiativen pro Straßenbau gesorgt hat.